# Rothenburg (Hattgenstein)

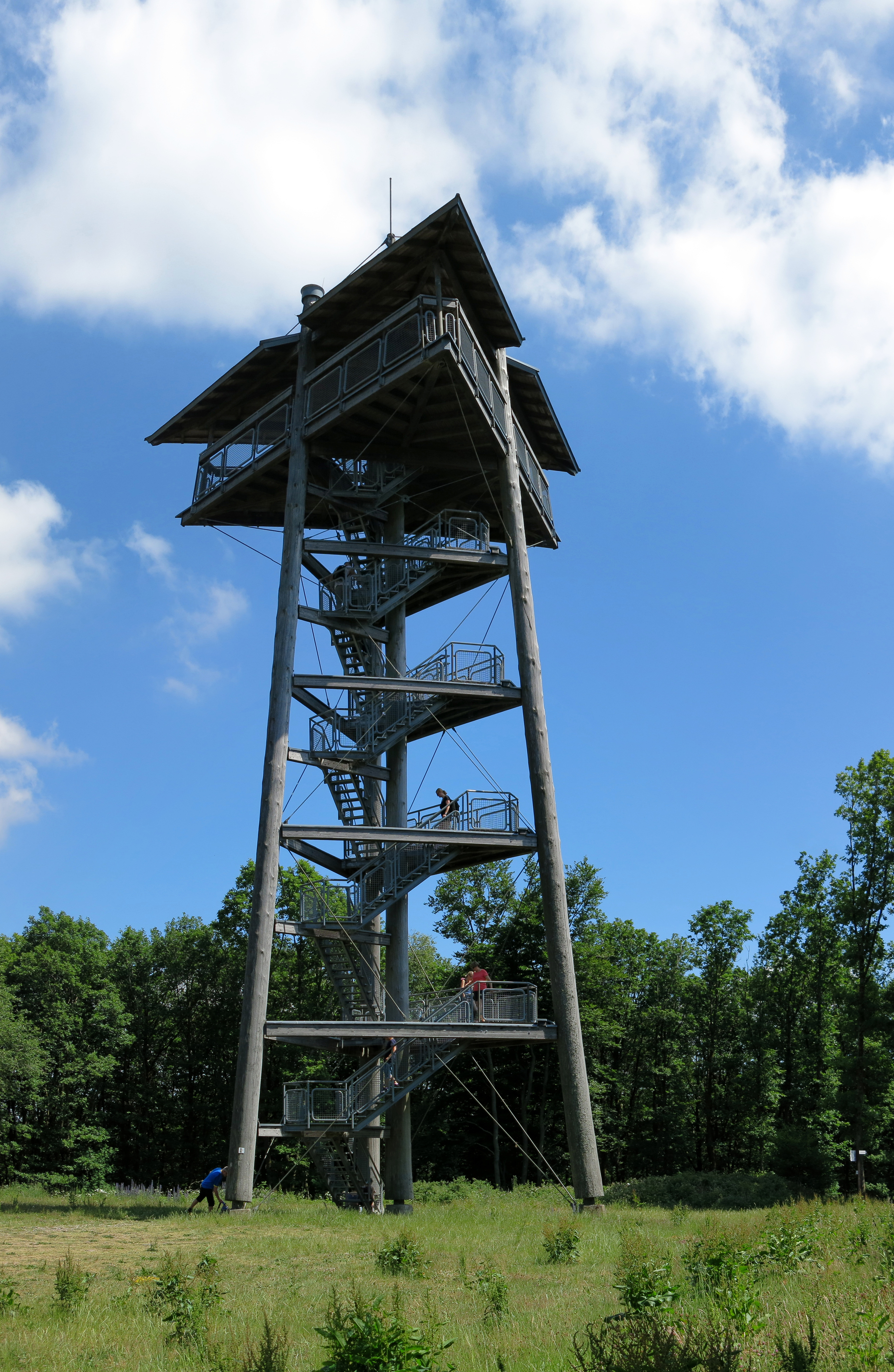
Aussichtsturm

Die Rothenburg (auch Rothenburgberg) ist ein 592,6 m ü. NHN hoher Berg im Hunsrück bei Hattgenstein im rheinland-pfälzischen Landkreis Birkenfeld. Im Gipfelbereich befindet sich die bewirtschaftete Rothenburghütte. In deren Nähe wurde 2006 ein 29 m hoher und frei zugänglicher Aussichtsturm errichtet. Er ermöglicht nach Osten und Süden weite Ausblicke über das Nordpfälzer Bergland sowie nach Westen und Norden auf die Wälder im nahe gelegenen Nationalpark Hunsrück-Hochwald.

Rundumblick vom Aussichtsturm